# دير مار تادرس (القدس)
دير مار تادرس هو دير كاثوليكي صغير يقع داخل أسوار البلدة القديمة لمدينة القدس في حارة النصارى، بالقرب من باب الجديد و دير الكازانوفا.